# يفغراف فيودوروف
يفغراف ستيبانوفيتش فيودوروف (الروسية: Евгра́ф Степа́нович Фёдоров) هو عالم رياضيات وبلورات ومعادن روسي.